# Mohamed Ramadan
Mohamed Ramadan (arabiska: محمد رمضان), född 4 april 1991, är en svensk-libanesisk före detta fotbollsspelare.

## Karriär
Ramadans moderklubb är Kvarnby IK. Efter att ha gjort 10 mål för Kvarnby under säsongen värvades han i juli 2010 av allsvenska Helsingborgs IF. Han debuterade i Allsvenskan den 9 maj 2011 i en 3–0-vinst över Gefle IF, när han i den 86:e minuten byttes in mot Rasmus Jönsson. Under tiden i HIF lånades han ut till Ängelholms FF, Trelleborgs FF och HIF Akademi. I början av 2014 skrev han på för division 3-klubben IFK Malmö. I IFK Malmö gjorde han stor succé med 22 gjorda mål på 20 spelade matcher, vilket bidrog starkt till att IFK Malmö vann Division 3 Södra 2014.
I februari 2015 värvades han tillbaka till Helsingborgs IF. I augusti 2015 lånades han ut till division 1-klubben Landskrona BoIS.
I november 2015 skrev Ramadan på för FC Rosengård i Division 2 Södra. I augusti 2017 värvades Ramadan av division 2-klubben IFK Malmö. I december 2019 gick Ramadan till Rosengård FF. Inför säsongen 2021 gick han till Heleneholms SK.